# Jesse Kriel
Jesse Kriel (nacido en Ciudad del Cabo el 15 de febrero de 1994) es un jugador de rugby sudafricano, su posición habitual es la de Fullback, pero también puede jugar de centro o Wing, para la selección de rugby de Sudáfrica y para el equipo de Canon Eagles de la Japan Rugby League One.
Su debut con la selección de Sudáfrica se produjo en un partido contra Australia en Brisbane el 18 de julio de 2015, en el partido inaugural del Rugby Championship y fue elegido dentro del XV titular como centro para convertirse en el Springbok número 867. No sólo fue su primer partido con la selección, sino que también logró su primer ensayo en el minuto 44 del partido. Sin embargo, acabó el partido en el equipo perdedor, cuando un tardío ensayo de Tevita Kuridrani aseguró la victoria 24–20 para Australia.
Seleccionado para la Copa del Mundo de Rugby de 2015, Kriel anotó un ensayo en la victoria de su equipo sobre Estados Unidos 64-0 durante la fase de grupos.
Kriel fue nombrado en el equipo de Sudáfrica para la Copa Mundial de Rugby de 2019. Sin embargo, tuvo que retirarse por lesión en la fase de grupos y fue reemplazado por Damian Willemse. Sudáfrica ganó el torneo y derrotó a Inglaterra en la final.
Kriel jugó además la Copa Mundial de Rugby de 2023, la cual Sudáfrica ganó, convirtiéndose en un jugador más dentro del selecto grupo de bicampeones del mundo.

#### Participaciones en Copas del Mundo
| Mundial                       | Sede       | Resultado     | PJ | Tries |
| ----------------------------- | ---------- | ------------- | -- | ----- |
| Copa Mundial de Rugby de 2015 | Inglaterra | Tercer puesto | ?  | ?     |
| Copa Mundial de Rugby de 2019 | Japón      | Campeón       | ?  | ?     |
| Copa Mundial de Rugby de 2023 | Francia    | Campeón       | 6  | 1     |

## Personal
Kriel es hermano gemelo de Dan Kriel.